# Pneuminion punctatum
Pneuminion punctatum är en skalbaggsart som beskrevs av Perkins 2004. Pneuminion punctatum ingår i släktet Pneuminion och familjen vattenbrynsbaggar. Inga underarter finns listade i Catalogue of Life.